# Claoxylon collenettei
Claoxylon collenettei är en törelväxtart som beskrevs av Lawrence Athelstan Molesworth Riley. Claoxylon collenettei ingår i släktet Claoxylon och familjen törelväxter. IUCN kategoriserar arten globalt som livskraftig. Inga underarter finns listade i Catalogue of Life.